# Adalbero Štajerski
Adalbero Štajerski, z vzdevkom „Surovi“, († 1082), iz rodu Traungavcev, ene od vej Otokarjev, je bil mejni grof Karantanske marke, predhodnice Štajerske od leta 1075 do 1082.
Bil je najstarejši sin Otokarja I. in Willibirge Eppensteinske s Koroške. Po svojem očetu je leta 1075 prevzel naslov mejnega grofa. V  investiturnem boju se je postavil na stran cesarja Henrika IV.. V teh bojih, tudi proti svojemu bratu, ga je leta 1082 umoril neki njegov ministerial. Ker potomcev ni imel, je naslov mejnega grofa Štajerske pripadel bratu Otokarju II..